# Rhipidia (Rhipidia) nigrorostrata
Rhipidia (Rhipidia) nigrorostrata is een tweevleugelige uit de familie steltmuggen (Limoniidae). De soort komt voor in het Neotropisch gebied.